# MV Nella Dan
Le MV Nella Dan était l'un des célèbres navires «Dan» des lignes danoises J. Lauritzen A/S (en), navire océanographique australien de l'expédition ANARE (Australian National Antarctic Research Expeditions) au cours des premières années du programme antarctique officiel de l'Australie ; Kista Dan, Magga Dan et Thala Dan faisant également partie de la flotte.

## Service
Commandé par la société de transport maritime J. Lauritzen A/S (en) avec l’apport considérable du  Département australien de l'Antarctique (AAD), le Nella Dan a été nommé en l’honneur de Nel Law (en), épouse du directeur de l’AAD de l’époque, Phillip Law. 
Construit par le chantier naval Aarlborg Shipyard (en) Pty Ltd en 1961, le navire a incorporé toutes les caractéristiques de ses sœurs aînées : une poupe de brise-glace, une double coque dans la salle des machines et une partie des cales. Au moment de sa construction, Nella Dan était considére comme une référence pour les navires polaires. 
Nella Dan a navigué vers l'Antarctique chaque année. De 1962 à 1987, le navire a été affrété par ANARE. Son historique de service reste incontesté, puisqu'il s'agit du plus long service continu de tous les navires antarctiques.

## Enfermé dans la glace en 1985
Nella Dan fut bloqué dans la glace durant sept semaines en 1985, le plus long incident d'enfermement jamais expérimenté par un navire de l'ANARE. Il a finalement été libéré en creusant la glace loin de la coque. À ce moment-là, le brise-glace japonais Shirase s'est précipit pour aider le navire piégé. Nella Dan suivit finalement une piste du Shirase et s'éloigna de l'océan glacé.

## Voyage final
Lors de son dernier voyage fatidique dans la soirée du 3 décembre 1987, au cours d'opérations de réapprovisionnement à l'île Macquarie, le mauvais temps a éclaté. Nella Dan a traîné son ancre et s'est échoué à quelques mètres de l'île , tout en transférant du carburant du navire à la station sub-antarctique. Le déchargement des autres cargaisons a cessé à cause des vents violents et de la haute mer. Aucune cause définitive de l'accident n'ayant jamais été déterminée, il a été rapporté que Nella Dan avait tiré son ancre dans une mer très agitée alors qu'il se trouvait au point d'ancrage normal de Buckles Bay. Le navire a été rapidement projeté sur des rochers à proximité de la station de recherche qu’il alimentait. Les dommages subis par le navire ont été immédiats et graves, la coque du navire a été percée à deux endroits et l’eau a inondé la salle des machines. La plupart des membres du personnel de l'expédition étaient à terre au moment de l'accident, mais 17 membres du personnel de l'expédition étaient à bord avec l'équipage. L’ équipage et le personnel de l’expédition n’ont pas été blessés. 
Plusieurs membres du 35e Escadron de transport par voie navigable rattaché à ANARE ont utilisé trois LARC (embarcations de ravitaillement amphibies légères) pour évacuer les expéditions antarctiques et l'équipage du navire toujours à bord. La station de l'île Macquarie, normalement conçue pour accueillir 32 expéditionnaires, devait accueillir plus de 100 personnes jusqu'à leur sauvetage. Au moment de l'accident, Icebird, un autre navire affrété par la division antarctique australienne, rentrait à Hobart depuis la Base antarctique Davis. Icebird a été immédiatement détourné vers l’île Macquarie pour récupérer le personnel et l’équipage du Nella Dan.

## Sabordage
Quatre jours après l'accident, les propriétaires du Nella Dan, la société danoise J. Lauritzen, avait affrété un appel d'offres pour une plate-forme pétrolière, Lady Lorraine, qui avait quitté Victoria pour transporter des représentants de la société ainsi que des évaluateurs d'assurance, une équipe de plongeurs et des experts en sauvetage. Afin de protéger le navire de nouveaux dommages en attendant la récupération possible, le navire a délibérément pris de l'eau de mer comme lest. Cela avait pour but de donner suffisamment de poids à la coque pour la maintenir en place sur les rochers et empêcher tout dégât supplémentaire ou tout mouvement de retour en mer. Bien qu’ayant une inclinaison d’environ 11 degrés, le navire était maintenu dans une position stable et était également sécurisé à l’aide de câbles jusqu’à la côte. Lorsque la tempête s'est calmée, tout le matériel d'expédition restant a été retiré du navire. 
Bien que des plans aient été initialement prévus pour sauver le navire, la décision a finalement été prise de le saborder. Le 24 décembre 1987, à 17 h 42, il a été coulé dans des eaux profondes au large de l'île Macquarie. Pour continuer à soutenir le programme d’expédition, le Département australien de Antarctique a affrété le navire canadien Lady Franklin, un navire cargo renforcé par la glace, pour le reste de la saison estivale.

### Note et référence
- (en) Cet article est partiellement ou en totalité issu de l’article de Wikipédia en anglais intitulé « MV Nella Dan » (voir la liste des auteurs).